# Christan Riganò
Christian Riganò, född 25 maj 1974, är en italiensk före detta fotbollsspelare.
Riganò har spelat merparten av sin karriär i de lägre divisionerna i det italienska seriesystemet.
Först vid 30 års ålder gjorde Riganò debut i Serie A när han spelade för Fiorentina. Han har också spelat för Empoli.